# Псевдокотка
„Псевдокотката“ (на английски: Counterfeit Cat) е канадски анимационен сериал, произведен от Wildseed Kids за Teletoon и Disney XD. Сериалът е излъчен за първи път по Disney XD във Великобритания (12 май 2016 г.) и САЩ.

## Сюжет
Когато Гарк – наивно деветгодишно извънземно, маскирано като котка, се приземява на Земята, той се запознава с разглезената котка Макс и това приятелство се превръща в едно извънземно забавление.

## Продукция
Сериалът е режисиран от Бен Марсауд, продуцент е Сара Матингли. Първият сезон се състои от 52 епизода, в допълнение към тях, има 11 къси серии с продължителност 2 минути.

## „Псевдокотка“ в България
„Псевдокотка“ започва излъчване в България на 26 септември 2016 г. от 17:10 по „Дисни Ченъл“ с български нахсинхронен дублаж, записан в студио „Александра Аудио“.